# Schloss Plankenfels

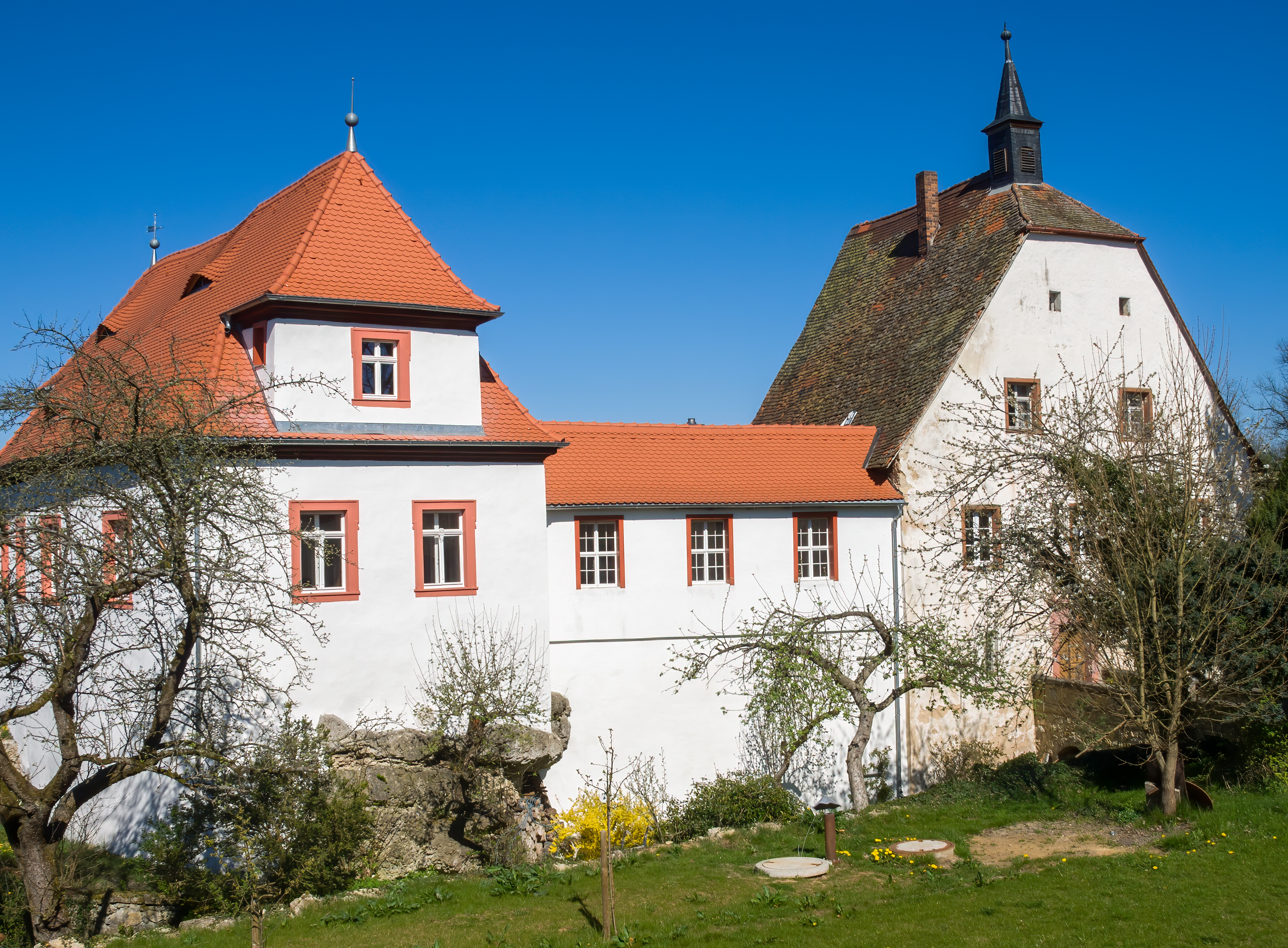
Schloss Plankenfels

Das Schloss Plankenfels steht auf einem Dolomitfelsen über der linken Talseite der oberen Wiesent am westlichen Rand des Ortes Plankenfels im Landkreis Bayreuth, Regierungsbezirk Oberfranken.
Zwei Hauptgebäude des Schlosses (West- und Ostflügel) sind durch einen Zwischenbau mit Satteldach verbunden. Das Schloss ist in Privatbesitz und kann nicht besichtigt werden.

## Geschichte
Die Herren von Plankenfels wurden urkundlich erstmals mit „Konrad von Plankenfels“ im Jahre 1255 genannt. Es ist davon auszugehen, dass zu dieser Zeit schon eine Burg an der Stelle des Schlosses bestand.
Die Erbauung der Burg muss im Zusammenhang mit der in der Nähe befindlichen älteren Burg Plankenstein gesehen werden. Die Burg Plankenstein, vermutlich die erste Burg dieses Adelsgeschlechts, befand sich bereits 1260 im Eigentum des Bischofs von Bamberg. Wie sie an ihn kam, ist ungeklärt. Heute ist von ihr nur noch ein ruinöser Rest vorhanden. Als Ersatz für den Stammsitz wurde offenbar die Burg Plankenfels errichtet.
Die Burg Plankenfels wurde urkundlich erstmals im Jahre 1403 genannt, als sie sich als Lehen der Burggrafen von Nürnberg im Besitz des Jörg von Plankenfels befand.
Mit dem Aussterben der Herren von Plankenfels um 1486 scheint die Burg als Lehen an die Herren von Wichsenstein gekommen zu sein. Urkundlich wurden die Herren von Wichsenstein als Besitzer der Burg erstmals 1505 genannt. Im Bauernkrieg 1525 wurde die Burg fast vollständig zerstört. Die noch vorhandenen Gebäude verkaufte 1549 Ernst von Wichsenstein an Ernst von Rüssenbach. Unter den Herren von Rüssenbach wurde der Wiederaufbau 1554/1556 abgeschlossen. Dendrochronologische Untersuchungen haben ergeben, dass die Dachstühle in der heutigen Form ca. 1553 (Ostflügel) und ca. 1717 (Westflügel) errichtet wurden.
Nach dem Aussterben der Herren von Rüssenbach kam die Burg 1573 als Mannlehen an Hans Gilg von Laineck. Seit 1629 waren die Herren von Lüschwitz zu Glashütten Besitzer der Burg. Gerhard Christoph von Lüschwitz verkaufte die Herrschaft mit der Burg – nunmehr als Rittergut bezeichnet – 1649 an die Herren von Schlammersdorf. Die Belehnung der Herren von Schlammersdorf mit der Herrschaft erfolgte 1656. 1786 wurde Plankenfels freies Eigentum der Herren von Schlammersdorf. Im gleichen Jahr kam das Rittergut durch Kauf an die Freifrau Johanna Sophia Christine von Egloffstein. Seit 1881 befindet sich die Anlage in bürgerlichem Besitz.

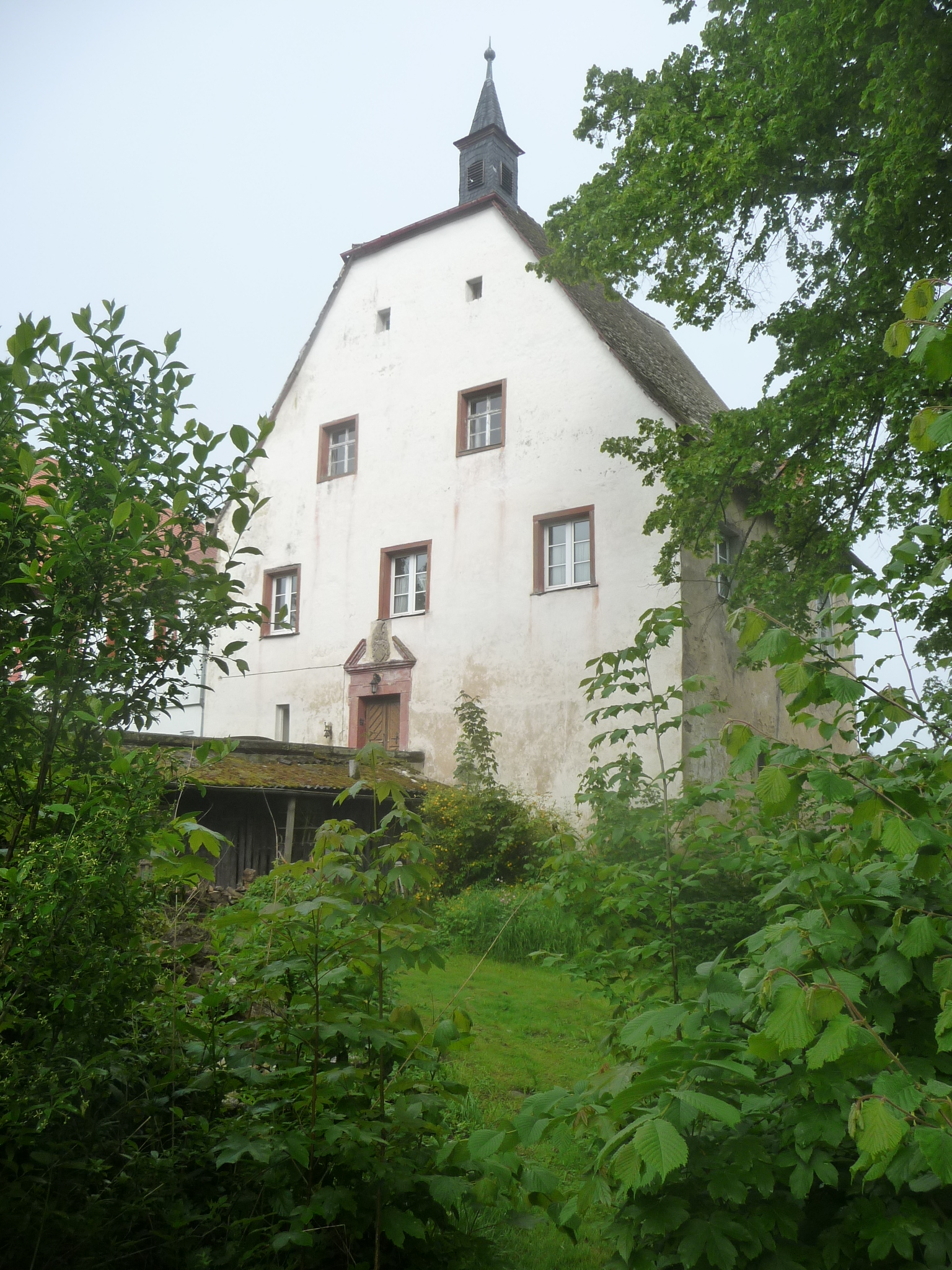
Nordflügel
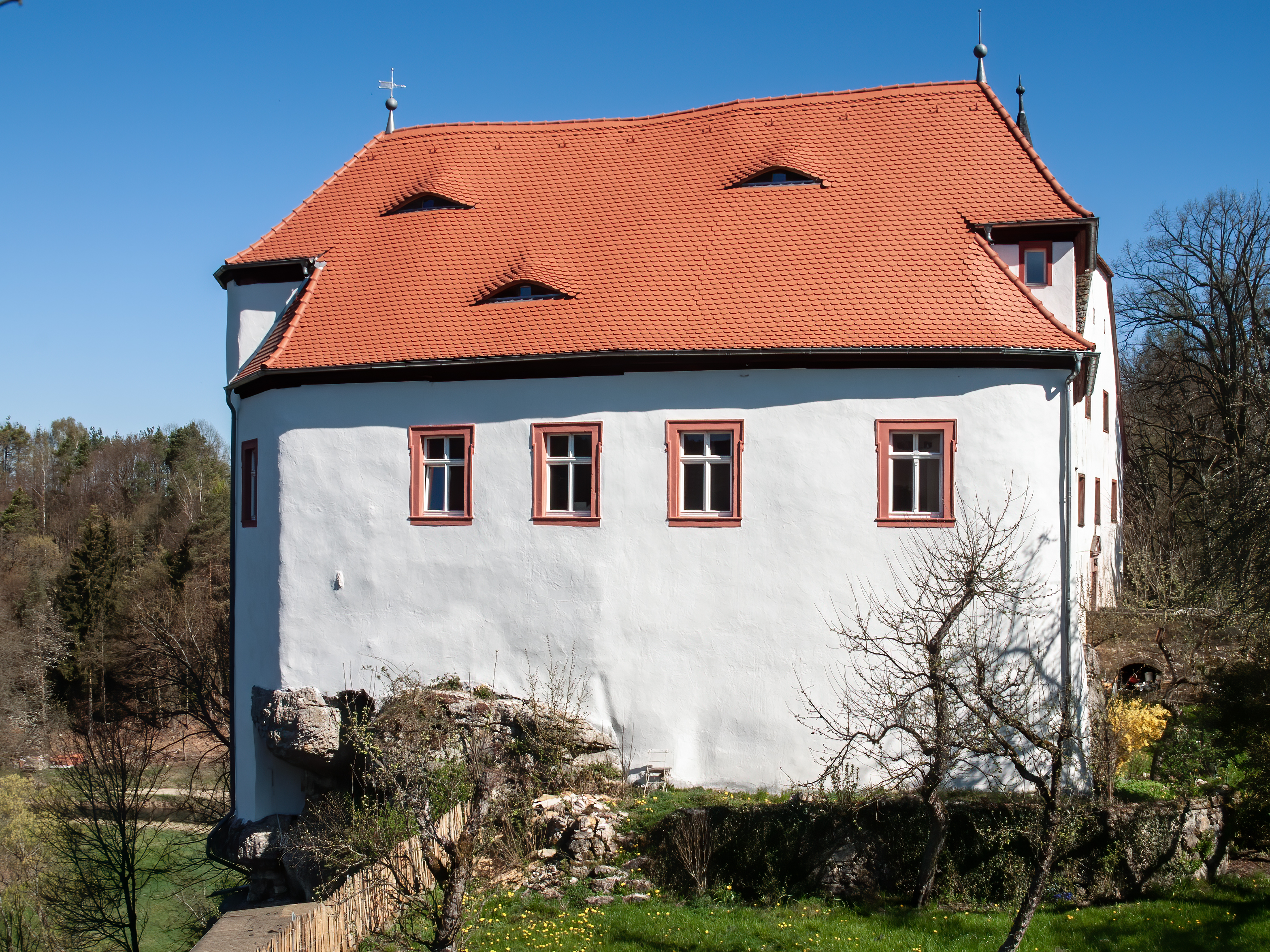
Südflügel
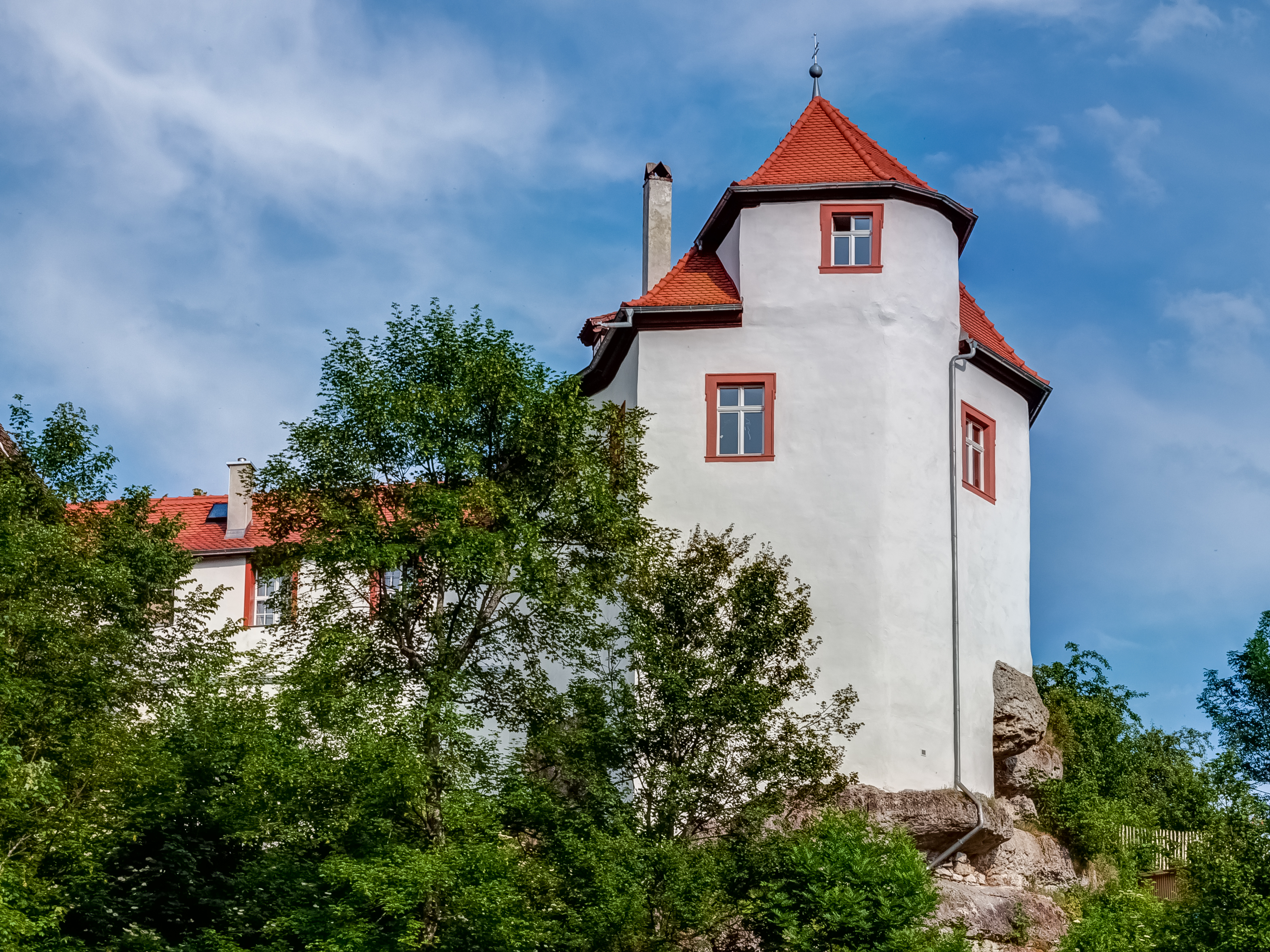